# Molain, Aisne
Molain är en kommun i departementet Aisne i regionen Hauts-de-France i norra Frankrike. Kommunen ligger  i kantonen Wassigny som ligger i arrondissementet Vervins. År 2022 hade Molain 160 invånare.

## Befolkningsutveckling
Antalet invånare i kommunen Molain
Referens: INSEE